# Fremont County (Idaho)
Fremont County ist ein County im Bundesstaat Idaho der Vereinigten Staaten. Der Verwaltungssitz (County Seat) ist St. Anthony.

## Geographie
Das County liegt im äußersten Osten von Idaho, grenzt im Norden an Montana, im Osten an Wyoming und hat eine Fläche von 4910 Quadratkilometern, wovon 75 Quadratkilometer Wasserfläche sind. Es grenzt im Uhrzeigersinn an folgende Countys: Clark County, Jefferson County, Madison County und Teton County. In Fremont County liegt das östliche Ende der Snake River Plain mit der Island Park Caldera.

## Geschichte
Fremont County wurde am 4. März 1893 aus Teilen des Bingham County und des Lemhi County gebildet. Benannt wurde es nach John C. Frémont, einem US-amerikanischen Militäroffizier und ersten Kandidaten der Republikaner für das US-Präsidentschaftsamt.
12 Bauwerke und Stätten des Countys sind im National Register of Historic Places eingetragen.

## Demografische Daten

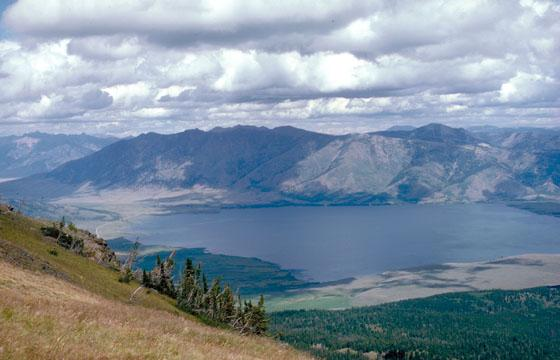
Henrys Lake

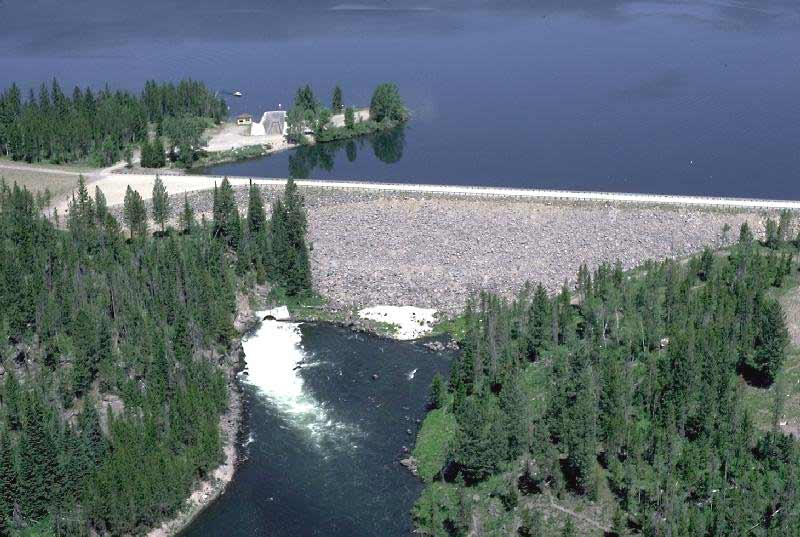
Talsperre Island Park Dam

Nach der Volkszählung im Jahr 2000 lebten im Fremont County 11.819 Menschen in 3.885 Haushalten und 3.030 Familien. Die Bevölkerungsdichte betrug 2 Personen pro Quadratkilometer. Ethnisch betrachtet setzte sich die Bevölkerung zusammen aus 91,41 Prozent Weißen, 0,16 Prozent Afroamerikanern, 0,51 Prozent amerikanischen Ureinwohnern, 0,36 Prozent Asiaten, 0,06 Prozent Bewohnern aus dem pazifischen Inselraum und 5,94 Prozent aus anderen ethnischen Gruppen; 1,56 Prozent stammten von zwei oder mehr Ethnien ab. 10,62 Prozent der Bevölkerung waren spanischer oder lateinamerikanischer Abstammung.
Von den 3.885 Haushalten hatten 39,5 Prozent Kinder unter 18 Jahren, die bei ihnen lebten. 67,9 Prozent davon waren verheiratete, zusammenlebende Paare. 6,9 Prozent waren allein erziehende Mütter und 22,0 Prozent waren keine Familien. 19,5 Prozent waren Singlehaushalte und in 8,5 Prozent lebten Menschen mit 65 Jahren oder älter. Die Durchschnittshaushaltsgröße betrug 2,96 und die durchschnittliche Familiengröße war 3,43 Personen.
33,1 Prozent der Bevölkerung waren unter 18 Jahre alt, 9,3 Prozent zwischen 18 und 24 Jahre, 24,7 Prozent zwischen 25 und 44 Jahre, 20,4 Prozent zwischen 45 und 64 Jahre. 12,4 Prozent waren 65 Jahre oder älter. Das Durchschnittsalter betrug 32 Jahre. Auf 100 weibliche Personen kamen 105,8 männliche Personen. Auf 100 Frauen im Alter von 18 Jahren und darüber kamen 105,8 Männer.
Das jährliche Durchschnittseinkommen der Haushalte betrug 33.424 USD, das Durchschnittseinkommen der Familien 36.715 USD. Männer hatten ein Durchschnittseinkommen von 26.490 USD, Frauen 19.670 USD. Das Prokopfeinkommen betrug 13.965 USD. 10,3 Prozent der Familien und 14,2 Prozent der Einwohner lebten unterhalb der Armutsgrenze.

## Orte im County
- Ashton
- Big Springs
- Box Canyon
- Chester
- Drummond
- Eccles
- Egin
- France
- Gerrit
- Grainville
- Heman
- Island Park
- Jenkins Will
- Lake
- Lamont
- Last Chance
- Marysville
- Newdale
- Parker
- Pineview
- Pyke
- Saint Anthony
- Squirrel
- Staley Springs
- Teton
- Trude
- Twin Groves
- Warm River
- Wilford